# Интертото куп 2006.
Интертото куп 2006. је 45. година овог клупског европског такмичења у фудбалу, 12-ти пут у организацији УЕФЕ, које се ове године одржава по измењеном систему такмичења.

## Систем такмичења
На годишњум заседању Извршног комитета УЕФА у Риму 21. септембра 2005. године, донета је одлука о реорганизацији такмичења у Интертото купу од 2006. године. Уместо досадашњег система по којем се 60 клубова такмичило у 12 група по лига систему, да би победници група одиграли још полуфинале и финале по куп систему како би се добила три клуба која су настављала играти у УЕФА купу.
Усвојене измене се састоје у укидању две завршне фазе такмичења полуфинала и финала свођењем такмичења на укупно три кола. по двоструком куп систему. Свака земља чланица УЕФА има у овом такмичењу по једног представника. То је први клуб пласиран у протеклом првенству тих земаља, иза клубова који су се пласирали у Лигу шампиона и УЕФА куп.
Представници чланица УЕФА се на старту разврставају у три кола, у зависности од успеха који је њихова земља имала у досадашњим такмичењима у организацији ФИФА и УЕФА. Укупно учествује 49 клубова из 48 земаља .
У првом колу 26 клубова из слабије пласираних земаља играју по двоструком куп систему са жребом одређеним противником. где укупно има 13 парова, Победници тих сусрета у другом колу играју по истом систему са нових 15 боље пласираних земаља играју 14 утакмица. Осам клубова из најбоље пласираних земаља, у трећем колу чека победнике другог кола. Свих 11 победника из трећег кола пласирају се за такмичење у УЕФА купу у које се укључују од другог кола квалификација.

## Такмичење
Жребом, одржаним у Ниону 10. априла 2006. године учествије 49 клубова из 48 земаља чланица УЕФА. У Интертото купу не учествују представници Италије, Португала, Сан Марина и Лихтенштајна, а Француска, у трећем колу, једина има два представника. Жребом су одређени парови првог, другог и трећег кола, по региоалном распореду који се практикује у квалификационим утакмицама у УЕФА купу. Територија Европе је подељена на тре регије: Југ - Медитеран, Средња - Исток и Северна регија.

## Резултати

### Прво коло
Утакмице првог кола су игране у месту првоименоване екипе 17/28. јуна, а реванш мечеви 24./25. јуна 
| Регија            | Меч | Држава               | Клуб                                 | Укупно | 1. меч | Реванш | Клуб                      | Држава            |
| ----------------- | --- | -------------------- | ------------------------------------ | ------ | ------ | ------ | ------------------------- | ----------------- |
| југ - Медитеран   | 1   | Република Македонија | Победа Прилеп                        | 2-4    | 2-2    | 0-2    | Фарул Констанца           | Румунија          |
| југ - Медитеран   | 2   | Андора               | УЕ Сент Ђулија Сент Ђулија де Лорија | 0-8    | 0-3    | 0-5    | НК Марибор Марибор        | Словенија         |
| југ - Медитеран   | 3   | Босна и Херцеговина  | Зрински Мостар                       | 4-1    | 3-1    | 1-1    | Марсаслук                 | Малта             |
| југ - Медитеран   | 4   | Кипар                | Етникос Ахна                         | 5-4    | 4-2    | 1-2    | Партизан Тирана           | Албанија          |
| Централна - Исток | 5   | Словачка             | Нитра                                | 12-2   | 6-2    | 6-0    | Гревенмахер, Гревенмахер  | Луксембург        |
| Централна - Исток | 6   | Јерменија            | ФК Киликија Јереван                  | 1-8    | 1-5    | 0-3    | Динамо Тбилиси Тбилиси    | Грузија           |
| Централна - Исток | 7   | Азербејџан           | ФК МКТ Араз Имишли                   | 1-2    | 1-0    | 0-2    | Тираспол                  | Турска            |
| Централна - Исток | 8   | Казахстан            | ФК Шахтјор Караганди Караганди       | 4-6    | 1-5    | 3-1    | МЗТ-РИПО Минск            | Белорусија        |
| Север             | 9   | Летонија             | Динабург Даугавпилс                  | 2-1    | 1-1    | 1-0    | Торсхавн                  | Фарска Острва     |
| Север             | 10  | Литванија            | Ветра Вилњус                         | 0-5    | 3-1    | 2-1    | Шелбурн Даблин            | Ирска             |
| Север             | 11  | Исланд               | Кефлавик, Кефлавик                   | 4-1    | 4-1    | 0-0    | Данганон Свифт Данганон   | [[Северна Ирска]] |
| Север             | 12  | Финска               | Тампере јунајтед Тампере             | 8-1    | 5-0    | 3-1    | ФК Камерден таун Камертен | Велс              |
| Север             | 13  | Естонија             | Нарва Транс Нарва                    | 1-8    | 1-6    | 0-2    | Калмар                    | Шведска           |

### 2. коло
Утакмице другог кола су игране у месту првоименоване екипе 1/2. јула, а реванш мечеви 8/9. јула
| Регија            | Меч | Држава     | Клуб                     | Укупно | 1. меч | Реванш | Клуб                  | Држава              |
| ----------------- | --- | ---------- | ------------------------ | ------ | ------ | ------ | --------------------- | ------------------- |
| Југ - Медитеран   | 1   | Мађарска   | Шопрон, Шопрон           | 3-4    | 3-3    | 0-1    | Кајзерспор Кајсери    | Турска              |
| Југ - Медитеран   | 2   | Румунија   | Фарул Констанца          | 3-2    | 2-1    | 1-1    | Локомотива Пловдив    | Бугарска            |
| Југ - Медитеран   | 3   | Црна Гора  | Зета Голубовци           | 1-4    | 1-2    | 0-2    | Марибор, Марибор      | Словенија           |
| Југ - Медитеран   | 4   | Израел     | Макаби Пета Тиква        | 4-2    | 1-1    | 3-1    | Зрунски Мостар        | Босна и Херцеговина |
| Југ - Медитеран   | 5   | Хрватска   | Осијек, Осијек           | 2-2    | 2-2    | 0-0    | Етникос Ахна          | Кипар               |
| Централна - Исток | 6   | Швајцарска | Грасфоперс Цирих         | 4-0    | 2-0    | 2-0    | Теплице               | Чешка               |
| Централна - Исток | 7   | Словачка   | Нитра                    | 2-3    | 2-1    | 0-2    | Дњепар Дњепропетровск | Украјина            |
| Централна - Исток | 8   | Аустрија   | Рид, Рид                 | 4-1    | 3-1    | 1-0    | Динамо Тбилиси        | Грузија             |
| Централна - Исток | 9   | Молдавија  | Тираспол                 | 4-1    | 1-0    | 3-1    | Лех Познањ            | Пољска              |
| Централна - Исток | 10  | Русија     | Москва, Москва           | 3-0    | 2-0    | 1-0    | МЗТ-РИПО Минск        | Белорусија          |
| Север             | 11  | Шкотска    | Хибернијан Едимбург      | 8-0    | 5-0    | 3-0    | Динабург Даугавпилс   | Летонија            |
| Север             | 12  | Данска     | Одензе                   | 3-1    | 3-0    | 0-1    | ФК Шелбурн Даблин     | Ирска               |
| Север             | 13  | Норвешка   | Лилестрем, Лилестрем     | 6-3    | 4-1    | 2-2    | Кефлавик, Кефлавик    | Исланд              |
| Север             | 14  | Финска     | Тампере јунајтед Тампере | 3-5    | 1-2    | 2-3    | Калмар, Калмар        | Шведска             |

### Треће коло
Играло се 15./16. јула а реванш мечеви 22. јула. Једанаест екипа које су победиле у овом колу пласирале су се у УЕФА куп 2007..
| Регија            | Меч | Држава     | Клуб                    | Укупно | 1. меч | Реванш | Клуб                  | Држава    |
| ----------------- | --- | ---------- | ----------------------- | ------ | ------ | ------ | --------------------- | --------- |
| Југ - Медитеран   | 1   | Француска  | Оксер, Оксер            | 4-2    | 4-1    | 0-1    | Фарул Констанца       | Румунија  |
| Југ - Медитеран   | 2   | Грчка      | Лариса                  | 0-2    | 0-0    | 0-2    | Кајзерспор Кајсери    | Турска    |
| Југ - Медитеран   | 3   | Шпанија    | Виљареал, Виљареал      | 2-3    | 1-2    | 1-1    | Марибор, Марибор      | Словенија |
| Југ - Медитеран   | 4   | Израел     | Макаби Пета Тиква       | 3-4    | 0-2    | 3-2    | Етникос Ахна          | Кипар     |
| Југ - Медитеран   | 5   | Швајцарска | Грасфоперс Цирих        | 3-2    | 2-1    | 1-1    | Гент                  | Белгија   |
| Централна - Исток | 6   | Француска  | Олимпик Марсељ          | 2-2    | 0-0    | 2-2    | Дњепар Дњепропетровск | Украјина  |
| Централна - Исток | 7   | Немачка    | Херта Берлин            | 2-0    | 0-0    | 2-0    | Москва                | Русија    |
| Централна - Исток | 8   | Аустрија   | Аустрија, Беч           | 4-2    | 3-1    | 1-1    | Тираспол              | Молдавија |
| Север             | 9   | Енглеска   | Њукасл јунајтед, Њукасл | 4-1    | 1-1    | 3-0    | Лилестрем, Лилестрем  | Норвешка  |
| Север             | 10  | Шведска    | Калмар, Калмар          | 2-3    | 1-0    | 1-3    | Твенте                | Холандија |
| Север             | 11  | Данска     | Одензе                  | 2-2    | 1-0'   | 1-2'   | Хибернијан Едимбург   | Шкотска   |

1. ↑  Етникос се квалификовао по правилу гола постигнутог у гостима.
2. ↑  Олимпик се квалификовао по правилу гола постигнутог у гостима.
3. ↑  Одензе се квалификовао по правилу гола постигнутог у гостима.

## Пласман победника Интертото купа 2006. уУЕФА купу 2006/07.
- Три клуба Твенте, Рид и Марибор су игрубили прве мечеве у другом колу квалификација за УЕФА куп 2006/07..
- Четири клуба Кајзерспор, Етникос, Олимпик Марсељ, Херта су избубили у првом колу УЕФА купа 2006/07.
- Три клуба Одензе, Грасфоперс, Оксер су испали у такмичењу по групама у УЕФА куаа 2006/07.
- Њукасл јунајтед је отишао најдаље, изгубио је од АЗ Алкмар у осминифинала УЕфа купа 2006/07.